# العجائب الطبيعية السبع
العجائب الطبيعية السبع هو مسلسل تلفزيوني بثته بي بي سي اثنان من 3 أيار إلى 20 حزيران عام 2005. يأخذ البرنامج منطقة من إنجلترا كل أسبوع، ومن أصوات الناس الذين يعيشون في تلك المنطقة، ويعرض 
«العجائب الطبيعية السبع» لتلك المنطقة في برنامج.
وقد غطى المسلسل ثماني مناطق من إنجلترا، وقد نشأ كمشروع تلفزيوني «محلي». كانت هناك أيضًا سلسلة تبحث في مجموعة مماثلة من عجائب «من صنع الإنسان» لكل منطقة من 11 منطقة في إنجلترا.